# Aneura tenuicula
Aneura tenuicula là một loài rêu trong họ Aneuraceae. Loài này được Spruce mô tả khoa học đầu tiên năm 1885.